# Mary Jane (buty)

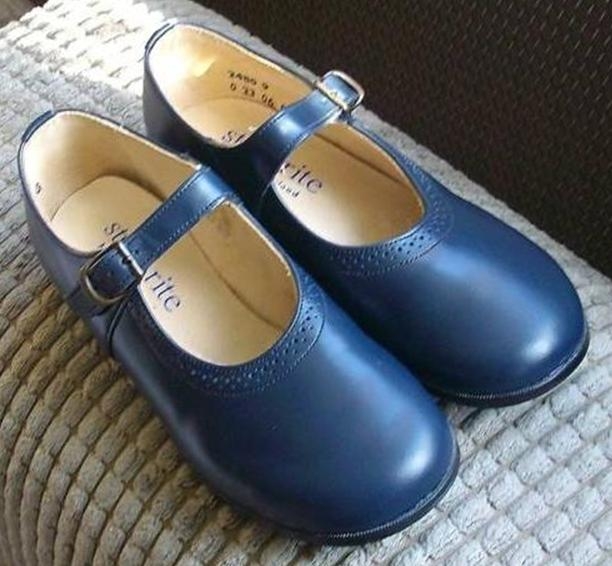
Klasyczne buty Mary Jane

Mary Jane – amerykańska nazwa na klasyczny, charakterystyczny rodzaj buta z jednym lub kilkoma paskami przy kostce.
Klasyczne buty Mary Jane najczęściej zrobione są ze zwykłej lub lakierowanej skóry, posiadają jeden cienki pasek zapinany na sprzączkę lub guzik, szeroki i zaokrąglony nosek buta, niski obcas i cienkie podeszwy. Pośród dziewczynek, buty Mary Jane zazwyczaj noszone są wraz z podkolanówkami lub skarpetkami, do sukienki czy spódnicy. Natomiast w przypadku chłopców (jest to mniej spotykane), zakłada się je do krótkich spodenek. Na przestrzeni lat model Mary Jane został upowszechniony i zaczął się pojawiać w szafach dorosłych kobiet, które doceniły uniwersalność oraz ponadczasowość tych butów.

## Historia
Pierwotnie buty Mary Jane były noszone przez obie płcie, jednakże w latach 30. XX wieku w Ameryce Północnej i latach 40. w Europie, zaczęły być bardziej postrzegane jako buty dla dziewcząt. Dodatkowo były bardzo popularne w latach 20. XX wieku. Później w latach 90., subkultury takie jak punk rock czy goci zadeklarowali chęć noszenia tych butów, jednakże nie pozostawiając ich bez zmian. Dotychczas proste, poważne buty, kojarzone ze środowiskiem konserwatywnym oraz zamożnymi rodzinami, zmieniły się za pomocą platform, grubym obcasom oraz szerszym paskom i dodały oryginalności, tym prostym butom.
Dzisiaj buty Mary Jane dla dzieci, a w szczególności te klasyczne modele, są często postrzegane jako buty formalne, idealne na uroczystości religijne, śluby czy przyjęcia urodzinowe. Na przestrzeni lat straciły one na popularności, jednakże pozostają ciągle klasycznym oraz ponadczasowym modelem butów.

## Etymologia
Nazwa Mary Jane pochodzi od postaci komiksu stworzonej przez Brown Shoe Company we wczesnych latach 20. XX wieku, a jego pomysłodawcą Richard Felton Outcault. Postać została zaczerpnięta z prawdziwego życia, ponieważ Mary Jane była także córką Outcaulta – właściciela Brown Shoe Company. Marka obuwnicza Brown Shoe Company nieco później wykorzystała postacie komiksu do promocji butów dziecięcych.

## Mary Jane w popkulturze

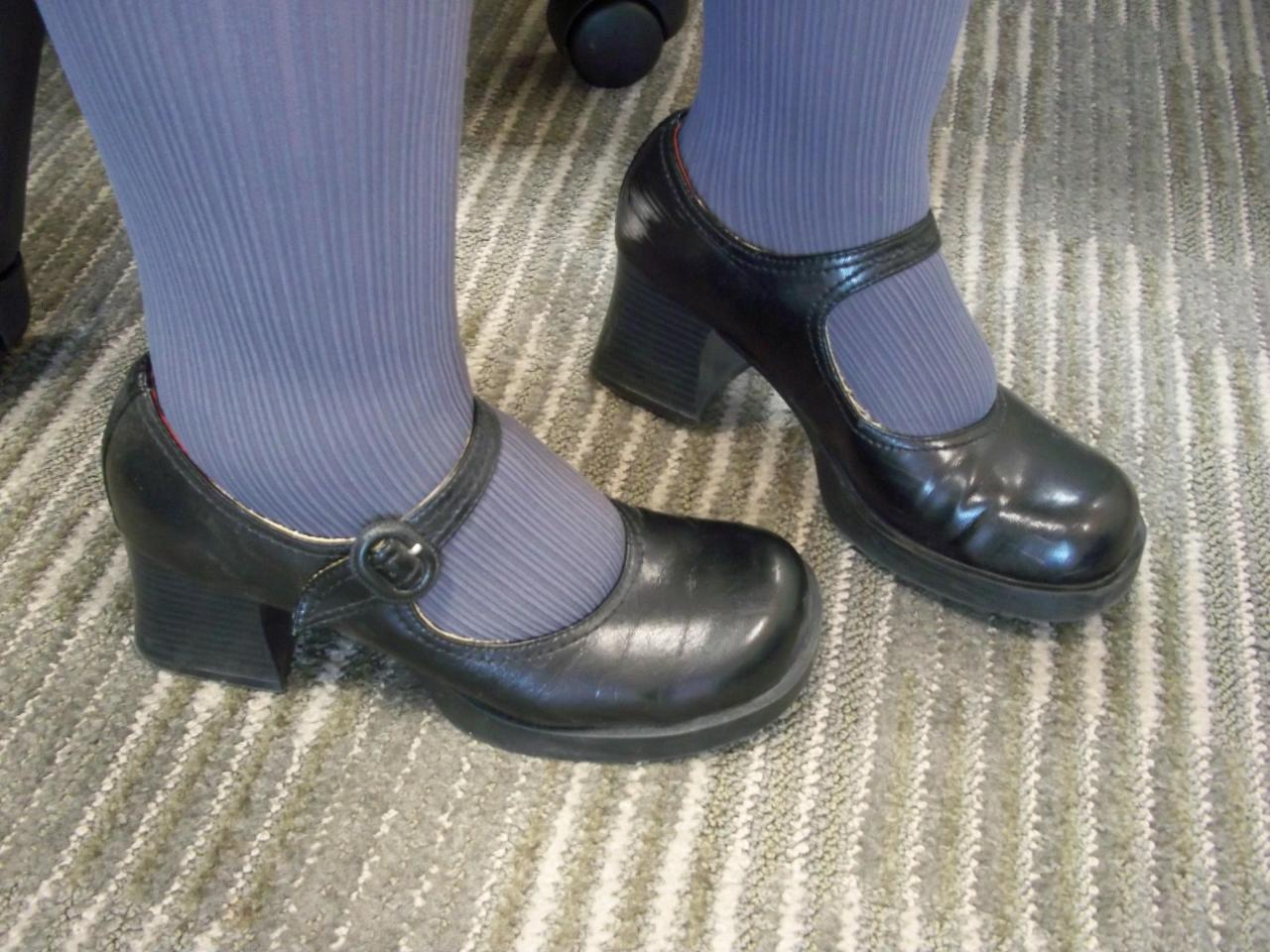
Buty Mary Jane na obcasie

Buty Mary Jane mają wielki wkład w popkulturę, a ich było wzorce widać w wielu filmach czy serialach na przestrzeni lat 90 i 00. Współczesną sławę buty zyskały w serialu Seks w wielkim mieście. Główna bohaterka – Carrie Bradshaw – ikona stylu, zakładała szpilki Mary Jane, marki Manolo Blahnik. Ten kultowy już moment, przyczynił się do kolejnej fali popularności tych butów. Wszystkie kobiety chciały być jak Carrie, lecz garderoba jak z Vogue mogła być dla nich jedynie odległym marzeniem. Podobnie w filmie „Słodkie zmartwienia” z lat 90, główna bohaterka Cher Horowitz identyfikowana jest z parą białych, srebrnych czy czerwonych butów na średnim obcasie, z paskiem na kostce. Natomiast Velma Dinkley, członkini fikcyjnego gangu Scooby-Doo, jest szczególnie przypisywana do zakładania czerwonej pary butów Mary Jane. Ponadto Alicja z Krainy Czarów – główna bohaterka filmu animowanego „Alicja w Krainie Czarów” nosi typowe białe Mary Jane.

## Lata 90. XX wieku
Podczas gdy klasyczne Mary Jane nadal zachowują swoją popularność i atrakcyjność, stylowa platforma również ewoluowała od późnych lat 90., z podeszwami od 1 do 3 cm i od 8 do 13 cm. Często zmieniano różne elementy tych butów – przykładowo dodawano paski, klamry czy zapięcia. Buty te były szczególnie popularne były w Stanach Zjednoczonych pod koniec lat 90 i na początku XXI wieku, w subkulturach takich jak punk rock, psychobilly i goth. Wielokrotnie, osoby noszące te buty chciały zaakcentować swój niepowtarzalny styl, poprzez podkreślenie ich, za pomocą kolorowym, dzianinowym skarpetom, w ciemne paski lub wzory. Na początku XXI wieku buty Mary Jane na obcasie, stały się popularne w Wielkiej Brytanii, a te zapinane na prostokątną chromowaną klamrę, były produkowane pod różnymi markami, takimi jak No Doubt czy Koi Couture.

## Moda dzisiejsza
Od 2018 roku, buty Mary Jane wracają na wybiegi pokazów mody. Zagraniczne serwisy dotyczące mody piszą o nich w rankingach jako „it shoes”, czyli tych, które chce posiadać każda kobieta. Na przestrzeni lat ten model zdążył już dorobić się kilku wersji, już nie tylko klasycznej na płaskiej podeszwie, ale też eleganckiej na wysokim obcasie. Ich dobra passa wraca, a one coraz rzadziej przypominają buty, które można nosić w czasach wczesnoszkolnych. Teraz kojarzone są ze środowiskiem „high fashion”. Wiosną wiele rodzajów Mary Jane można było podziwiać na pokazie Chanel Resort 2019. The Row miało w swojej ofercie wersję wykonaną z postrzępionej czerwonej satyny, a Miu Miu srebrne i wysadzane z dżetami w kształcie gwiazdek. Dolce&Gabbana w swojej ofercie posiada czółenka Mary Jane z charakterystyczną klamrą, w połączeniu z ekstrawaganckim obcasem.